# Igor Zubeldia
Igor Zubeldia Elorza (Azcoitia, Guipúzcoa, 30 de marzo de 1997) es un futbolista español. Juega como centrocampista o defensa y su equipo es la Real Sociedad de Fútbol de la Primera División de España.

## Trayectoria
Zubeldia se formó en la cantera de la Real Sociedad y jugó durante tres temporadas en el filial txuri urdin. Debutó en mayo de 2016 con el primer equipo en el partido liga en el campo de Mestalla, durante los seis minutos finales del encuentro.
Más tarde, la Real Sociedad alcanzaría un acuerdo con el joven centrocampista para renovar su contrato hasta el año 2021, obteniendo a su vez ficha con el primer equipo.
El 20 de diciembre de 2017 marcó su primer gol en primera división española en una victoria por 3-1 ante el Sevilla F. C.
En junio de 2018 renovó su contrato con la Real Sociedad hasta 2024.
El 3 de abril de 2021, en el Estadio de la Cartuja, conquistó su primer título como profesional al vencer por 1-0 en la final de la Copa del Rey pendiente del año anterior debido a la pandemia de COVID-19 al eterno rival, el Athletic Club.

## Estadísticas

### Clubes
Actualizado al último partido disputado el 18 de mayo de 2025.
| Club                       | Div.          | Temporada     | Liga  | Liga  | Copas nacionales | Copas nacionales | Copas internacionales | Copas internacionales | Total | Total |
| Club                       | Div.          | Temporada     | Part. | Goles | Part.            | Goles            | Part.                 | Goles                 | Part. | Goles |
| -------------------------- | ------------- | ------------- | ----- | ----- | ---------------- | ---------------- | --------------------- | --------------------- | ----- | ----- |
| Real Sociedad "B" · España | 2.ª B         | 2015-16       | 27    | 1     | —                | —                | —                     | —                     | 27    | 1     |
| Real Sociedad · España     | 1.ª           | 2015-16       | 1     | 0     | —                | —                | —                     | —                     | 1     | 0     |
| Real Sociedad "B" · España | 2.ª B         | 2016-17       | 25    | 2     | —                | —                | —                     | —                     | 25    | 2     |
| Real Sociedad "B" · España | Total club    | Total club    | 52    | 3     | 0                | 0                | 0                     | 0                     | 52    | 3     |
| Real Sociedad · España     | 1.ª           | 2016-17       | 4     | 0     | 0                | 0                | —                     | —                     | 4     | 0     |
| Real Sociedad · España     | 1.ª           | 2017-18       | 25    | 1     | 1                | 0                | 5                     | 0                     | 31    | 1     |
| Real Sociedad · España     | 1.ª           | 2018-19       | 33    | 0     | 4                | 1                | —                     | —                     | 37    | 1     |
| Real Sociedad · España     | 1.ª           | 2019-20       | 33    | 0     | 8                | 0                | —                     | —                     | 41    | 0     |
| Real Sociedad · España     | 1.ª           | 2020-21       | 24    | 1     | 3                | 0                | 4                     | 0                     | 31    | 1     |
| Real Sociedad · España     | 1.ª           | 2021-22       | 26    | 0     | 1                | 0                | 7                     | 0                     | 34    | 0     |
| Real Sociedad · España     | 1.ª           | 2022-23       | 31    | 1     | 3                | 0                | 5                     | 0                     | 39    | 1     |
| Real Sociedad · España     | 1.ª           | 2023-24       | 30    | 0     | 5                | 0                | 8                     | 0                     | 43    | 0     |
| Real Sociedad · España     | 1.ª           | 2024-25       | 28    | 0     | 5                | 0                | 8                     | 0                     | 41    | 0     |
| Real Sociedad · España     | Total club    | Total club    | 235   | 3     | 30               | 1                | 37                    | 0                     | 302   | 4     |
| Total carrera              | Total carrera | Total carrera | 287   | 6     | 30               | 1                | 37                    | 0                     | 354   | 7     |
| 1. 2.                      |               |               |       |       |                  |                  |                       |                       |       |       |

## Palmarés

### Títulos nacionales
| Título       | Club          | País   | Año  |
| ------------ | ------------- | ------ | ---- |
| Copa del Rey | Real Sociedad | España | 2020 |

### Títulos internacionales
| Título          | Club (*) | Sede                | Año  |
| --------------- | -------- | ------------------- | ---- |
| Eurocopa Sub-21 | España   | Italia · San Marino | 2019 |

(*) Incluyendo la selección.